# Guayania yaviana
Guayania yaviana là một loài thực vật có hoa trong họ Cúc. Loài này được (Lasser & Maguire) R.M.King & H.Rob. mô tả khoa học đầu tiên năm 1971.